# Smithson Tennant

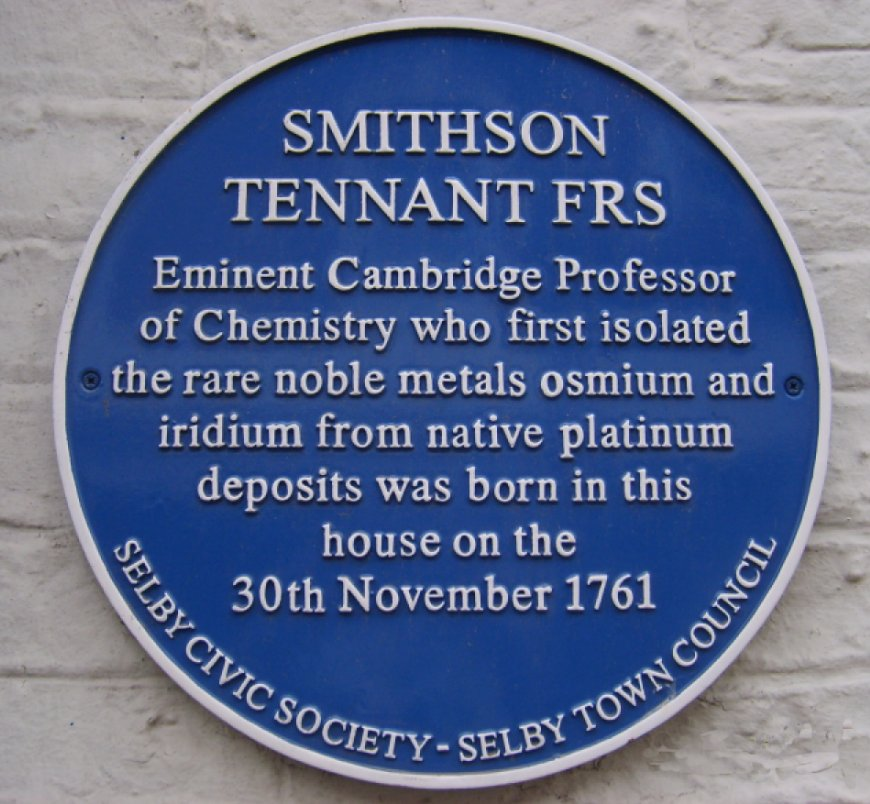
Plakette für Smithson Tennant in der Finkle Street, Selby

Smithson Tennant (* 30. November 1761 in Selby, North Yorkshire, England; † 22. Februar 1815 in Boulogne-sur-Mer) war ein englischer Chemiker.

## Leben
Tennant war ein Pfarrerssohn und verlor früh beide Eltern. Er studierte zunächst ab 1781 Medizin an der Universität Edinburgh, anschließend ab 1783 Chemie, Mathematik und Botanik in Cambridge am Christ’s College. 1788 erhielt er seinen Bachelor-Abschluss, 1796 wurde er in Medizin promoviert. Er unternahm häufige Reisen nach Dänemark, Schweden, Frankreich und in die Niederlande, lebte ab 1793 in London und danach auf seinem Gut in Somerset bei Cheddar, wo er auch Kurse in Mineralogie gab. 1813 wurde er in Cambridge zum Professor für Chemie ernannt. Tennant kam bei einem Reitunfall ums Leben.
Er führte gemeinsam mit seinem Freund William Hyde Wollaston den Nachweis, dass Diamant reiner Kohlenstoff ist. Dies gelang ihm, indem er gleiche Massen von Kohle und Diamant oxidierte und als einziges Produkt jeweils die gleiche Masse an CO2 erhielt.
1804 entdeckte er Iridium und Osmium als Verunreinigungen in Platin (den unlöslichen Rückständen bei Auflösung mit Königswasser). Zuvor hatte schon Wollaston 1803 Palladium und Rhodium im Platinerz entdeckt. Er baute dabei auch auf Arbeiten Antoine François de Fourcroys und seines Schülers Louis-Nicolas Vauquelin und Hippolyte Victor Collet-Descotils´ auf, die ebenfalls auf der Spur neuer Elemente in Platinerzen waren.
1799 fand er, dass sich Dolomit durch den Magnesiumgehalt von Kalkstein unterscheidet.
Nach ihm ist das Mineral Tennantit benannt. Er war Fellow der Royal Society und erhielt deren Copley Medal.